# Tonatia saurophila
Tonatia saurophila är en däggdjursart som beskrevs av de amerikanska zoologerna Karl F. Koopman och Ernest Edward Williams, 1951. Arten ingår i släktet Tonatia, och fladdermusfamiljen bladnäsor. IUCN kategoriserar arten globalt som livskraftig.
T. saurophila ingick före 1951 i arten T. bidens.

## Utseende
Arten når en absolut längd av 93 till 102 mm, inklusive en 13 till 20 mm lång svans. Underarmarna är 55 till 60 mm långa, bakfötternas längd är 13 till 18 mm, öronen är 29 till 35 mm stora och vikten ligger mellan 23 och 29 g. Liksom hos andra bladnäsor förekommer en hudflik (bladet) på näsan med en grundform som liknar en hästsko. Denna hästsko är sammanvuxen med övre läppen. Pälsen har en gråbrun färg. Huvudet kännetecknas av stora avrundade öron och av en ljus strimma på hjässan. Hela svansen omfattas av svansflyghuden.

## Utbredning
Tonatia saurophila finns i Sydamerika från södra Mexiko genom Centralamerika i Guatemala, Colombia, Ecuador, Franska Guyana, Guyana, Surinam och Venezuela ner till Peru och nordöstra Brasilien (Sampaio och Reid, 1997). Den påträffas på höjder upp till 600 meter över havet. Habitatet utgörs av olika slags skogar.

## Ekologi
Fladdermusen lever företrädesvis av insekter, men också av vissa frukter (Bonaccorso, 1979). Ibland kompletteras födan med små ryggradsdjur. Individerna vilar främst i trädens håligheter. De bildar vanligen flockar som kan vara blandade med andra fladdermöss. Ungarna föds allmänt vid början samt mitt under regntiden. Tonatia saurophila flyger vanligen längs vattendrag och skogsgläntor.